# Tatekawa en Honjō
Tatekawa en Honjō (本所立川 Honjo Tatekawa?) es una estampa japonesa de estilo ukiyo-e obra de Katsushika Hokusai. Fue producida entre 1830 y 1832 como parte de la célebre serie Treinta y seis vistas del monte Fuji, a finales del período Edo. Una de las obras más intrincadas de la serie, retrata el distrito de Honjō en Edo (actual Tokio), donde abundaban los aserraderos.

## Descripción
Xilografía en formato ōban, la composición lineal forma ángulos yuxtapuestos que generan las áreas de interés visual. Sobresalen las largas líneas verticales de madera a la derecha de la imagen —cada palo dibujado detalladamente— y las posturas encorvadas de los trabajadores, que también son angulosas. El fondo poblado de tejados de casas también sigue esta idea, donde una variedad de ángulos converge. Los únicos elementos que suavizan las líneas son las copas de los árboles o arbustos que se asoman entre los edificios y la madera.
En la esquina superior izquierda un hombre arroja un tronca de madera a su compañero, en tanto otro carpintero trabaja inclinado sobre una sierra, de forma que corta la madera con una línea recta precisa. La impresión muestra una gran cantidad de trabajo realizado, pero solo tres personas se ven en la escena. El monte Fuji se alza al fondo del grabado, mientras los trabajadores continúan absortos con sus tareas.
Hokusai estudió a conciencia las diferentes posturas humanas y los movimientos de los tres hombres provienen de su cuaderno de bocetos, el Hokusai Manga. De este modo, el trabajador que arroja el bulto es muy similar al reparador en el techo de otra obra de la serie, Croquis de la tienda Mitsui de la calle Suruga en Edo. El leñador también se puede encontrar en varios de sus grabados. El tema principal, las actividades de los trabajadores y su interacción con el entorno, también se estudia en el grabado Plantación de té de Katakura en la provincia de Suruga.